# Мирза Мухаммед Катиб
Мирза Мухаммед Катиб (азерб. Mirzə Məhəmməd Katib; 1827—1889) — азербайджанский поэт. Писал под псевдонимом Катиб. 

## Жизнь
Мирза Мухаммед-бек Мешади Байрам оглы Катиб родился в 1833 году в Шуше. Получив начальное образование у моллы, он позже стал великолепным писарем. Принимавший активное участие в обществе поэтов «Меджилиси-фарамушан» («Meclisi-fəramuşan» - «общество забытых»),
Мирза Мухаммед-бек поддерживал дружеские отношения со своими талантливыми  современниками, с некоторыми из них вел переписку.
Умер поэт в 1888 году.

## Творчество
Мирза Мухаммед-бек  писал под псевдонимом «Катиб». Он великолепно владел арабским и персидским языками, а также изучил русский и армянский языки. О нем в своих работах писали именитые исследователи своего времени Мир Мовсум Навваб, Мухаммед ага Муджахидзаде, Фиридун бек Кечарли. А литературовед Салман Мумтаз представлял его читателям как зрелого мастера пера.
Мирза Мухаммед-бек в своем творчестве отдавал предпочтение, как классическому жанру, так и стилю ашугских стихов. Некоторые его газели и сочинения были опубликованы в начале минувшего века в антологии Мир Мовсума Навваба «Тезкирейи-Навваб».